# 6 نوفمبر
- السبت
- الأحد
- الاثنين
- الثلاثاء
- الأربعاء
- الخميس
- الجمعة

- 110 جمادى الأولى 1447  هـ
- 211 جمادى الأولى 1447  هـ
- 312 جمادى الأولى 1447  هـ
- 413 جمادى الأولى 1447  هـ
- 514 جمادى الأولى 1447  هـ
- 615 جمادى الأولى 1447  هـ
- 716 جمادى الأولى 1447  هـ
- 817 جمادى الأولى 1447  هـ
- 918 جمادى الأولى 1447  هـ
- 1019 جمادى الأولى 1447  هـ
- 1120 جمادى الأولى 1447  هـ
- 1221 جمادى الأولى 1447  هـ
- 1322 جمادى الأولى 1447  هـ
- 1423 جمادى الأولى 1447  هـ
- 1524 جمادى الأولى 1447  هـ
- 1625 جمادى الأولى 1447  هـ
- 1726 جمادى الأولى 1447  هـ
- 1827 جمادى الأولى 1447  هـ
- 1928 جمادى الأولى 1447  هـ
- 2029 جمادى الأولى 1447  هـ
- 2130 جمادى الأولى 1447  هـ
- 221 جمادى الآخرة 1447  هـ
- 232 جمادى الآخرة 1447  هـ
- 243 جمادى الآخرة 1447  هـ
- 254 جمادى الآخرة 1447  هـ
- 265 جمادى الآخرة 1447  هـ
- 276 جمادى الآخرة 1447  هـ
- 287 جمادى الآخرة 1447  هـ
- 298 جمادى الآخرة 1447  هـ
- 309 جمادى الآخرة 1447  هـ
- 110 جمادى الآخرة 1447  هـ
- 211 جمادى الآخرة 1447  هـ
- 312 جمادى الآخرة 1447  هـ
- 413 جمادى الآخرة 1447  هـ
- 514 جمادى الآخرة 1447  هـ

6 نوفمبر أو 6 تشرين الثاني أو يوم 6 \ 11 (اليوم السادس من الشهر الحادي عشر) هو اليوم العاشر بعد الثلاثمائة (310) من السنة، أو الحادي عشر بعد الثلاثمائة (311) في السنوات الكبيسة، وفقًا للتقويم الميلادي الغربي (الغريغوري). يبقى بعده 55 يومًا على انتهاء السنة.

## أحداث
- 1860 - انتخاب أبراهام لينكون رئيسًا للولايات المتحدة.
- 1913 - القبض على مهاتما غاندي بينما كان يقود مسيرة عمال المناجم الهنود في جنوب أفريقيا.
- 1918 - انسحاب القوات العثمانية من دير الزور لتسيطر عليها لاحقاً القوات البريطانية والعربية.
- 1922 - ملك المملكة المتحدة جورج الخامس يعلن أيرلندا دولة حرة في إطار الكومنولث البريطاني وليست جمهورية مستقلة وبدون شطرها شمالي.
- 1944 - إنتاج البلوتونيوم لأول مرة في موقع هانفورد الذري.
- 1956 - فرنسا والمملكة المتحدة وإسرائيل يوافقون على وقف عملياتهم العسكرية على مصر والتي عرفت باسم العدوان الثلاثي.
- 1957 - تأسيس جامعة الملك سعود بالرياض.
- 1975 - انطلاق المسيرة الخضراء في المغرب إلى الصحراء الغربية.
- 1978 - شاه إيران محمد رضا بهلوي يعلن فرض الأحكام العرفية في البلاد من أجل التصدي للاضطرابات الشعبية التي انتشرت في كل أنحاء إيران احتجاجًا على فساد الحكم واستجابه لدعوة الخميني إلى الثورة على الحكم.
- 1983 - حزب الوطن الأم التركي بزعامه تورغوت أوزال يفوز بالانتخابات ويتمكن من تشكيل الحكومة التركية.
- 1985 - صراع في كولومبيا مع حرب العصابات اليسارية من حركة 19 أبريل تستولي على قصر العدل في بوغوتا.[1]
- 1986 - انتخاب حيدر أبوبكر العطاس رئيسًا لوزراء جمهورية اليمن الديمقراطية الشعبية.
- 1988 - استفتاء حول كاليدونيا الجديدة وتبني قانون حول الوضع الجديد لهذه المنطقة.
- 1991 - إطفاء آخر بئر نفط محترق في الكويت من جراء الغزو العراقي عليها في 2 أغسطس 1990.
- 2005 - إعصار إيفان يضرب ولايتي كنتاكي وإنديانا ويخلف ثلاثين قتيلًا وآلاف المنازل المدمرة.
- 2012 - إجراء انتخابات الرئاسة الأمريكية والتي تنافس فيها عن الحزب الديمقراطي الرئيس المنتهية ولايته باراك أوباما، وعن الحزب الجمهوري ميت رومني، وكانت نتيجة الانتخابات إعادة انتخاب الرئيس أوباما لفترة رئاسة ثانية.
- 2022 - تحطم الرحلة 494 التابعة لشركة بريسيجن إير في بحيرة فيكتوريا في تنزانيا، مما أسفر عن مقتل 19 شخصًا من بين 43 كانوا على متنها.
- 2024 - دونالد ترامب يفوز بالانتخابات الرئاسية الأمريكية، والجمهوريون يصبحون الأغلبية في مجلس الشيوخ.

## مواليد
- 1479 - خوانا الأولى، ملكة قشتالة وليون وأرغون وصقلية ونابولي.
- 1494 - سليمان القانوني، عاشر سلاطين بني عثمان.
- 1550 - كارين مونستودر، زوجة إريك الرابع عشر ملك السويد.
- 1661 - كارلوس الثاني، ملك إسبانيا.
- 1814 - أدولف ساكس، موسيقي ومصمم آلات موسيقية بلجيكي.
- 1835 - تشيزري لومبروزو، عالم جريمة إيطالي.
- 1860 - إغناتسه يان بادروفسكي، موسيقي وسياسي بولندي.
- 1861 - جيمس نايسميث، طبيب كندي أمريكي ابتكر رياضة كرة السلة.
- 1871 - أحمد تيمور باشا، أديب مصري.
- 1916 - راي كونيف، موسيقي أمريكي.
- 1931 - مايك نيكولز، مخرج ومنتج أمريكي.
- 1939 - خالد تاجا، ممثل سوري.
- 1944 - إنعام الجريتلي، ممثلة مصرية.
- 1946 - سالي فيلد، ممثلة أمريكية.
- 1949 - براد ديفيز، ممثل أمريكي.
- 1951 - باتريك تايلر، صحفي أمريكي.
- 1955 - ماريا شريفير، صحفية ومؤلفة أمريكية.
- 1962 - جالا فهمي، ممثلة مصرية.
- 1964 -
  - رابح صقر، مغني سعودي.
  - إبراهيم الحساوي، ممثل سعودي.
  - كيري كونران، مخرج أمريكي.
- 1968 - كيلي روثرفورد، ممثلة أمريكية.
- 1969 - فان جيي، لاعب كرة قدم صيني.
- 1970 - إيثان هوك، ممثل أمريكي.
- 1972 - تامر هجرس، ممثل مصري.
- 1974 - رامي حنا، ممثل ومخرج فلسطيني من مواليد سوريا.
- 1975 - خالد سليم، مغني وممثل مصري.
- 1977 - باتريشيا تافاريس، ممثلة برتغالية.
- 1978 -
  - تارين مانينج، ممثلة ومغنية أمريكية.
  - دانييلا سيكاريللي، مذيعة وعارضة أزياء برازيلية.
- 1981 - كاسبارس غوركشس، لاعب كرة قدم لاتفي.
- 1982 - محمد باش، مغني سوري.
- 1983 -
  - مي سليم، ممثلة ومغنية أردنية.
  - أميرة الطويل، سيدة أعمال سعودية.
- 1985 - علا الفارس، إعلامية أردنية.
- 1987 - آنا إيفانوفيتش، لاعبة كرة مضرب صربية.
- 1988 - إيما ستون، ممثلة أمريكية.
- 1989 - جوزي ألتيدور، لاعب كرة قدم أمريكي.
- 1990 - أندري شورله، لاعب كرة قدم ألماني.
- 1981- إي دونغ ووك، ممثل كوري.

## وفيات
- 1632 - غوستاف الثاني أدولف، ملك السويد.
- 1656 - جواو الرابع، ملك مملكة البرتغال.
- 1771 - جون بفيس، عالم فلك إنجليزي.
- 1796 - كاترين الثانية، إمبراطورة روسيا.
- 1836 - شارل العاشر، ملك فرنسا.
- 1893 - بيتر إليتش تشايكوفسكي، مؤلف موسيقي روسي.
- 1916 - علي دينار، سلطان دارفور.
- 1929 - ماكس فون بادن، أمير ألماني.
- 1941 - موريس لوبلان، أديب فرنسي.
- 1960 - إريش رايدر، عسكري ألماني.
- 1964 - هانس فون أويلر شلبين، عالم كيمياء حيوية سويدي حاصل على جائزة نوبل في الكيمياء عام 1929.
- 1987 - زوهر أرجوف، مغني إسرائيلي.
- 2003 - ري ماستينبروك، سباحة هولندية.
- 2014 - محمد رضي الشماسي، شاعر وأستاذ جامعي سعودي.
- 2016 - سعيدة السراي، ممثلة تونسية.
- 2020 - فريد رمضان، روائي وسينارست ومنتج سينمائي بحريني.

## أعياد ومناسبات
- يوم الدستور في جمهورية الدومنيكان.
- يوم الدستور في طاجيكستان.
- عيد العلم في السويد وفنلندا.
- المسيرة الخضراء في المغرب.
- اليوم الدولي لمنع استخدام البيئة في الحروب والصراعات العسكرية.

## وصلات خارجية
- وكالة الأنباء القطريَّة: حدث في مثل هذا اليوم.
- أرشيف مصر: حدث في مثل هذا اليوم.
- BBC: حدث في مثل هذا اليوم.